# ASV Dachau
Der ASV-Dachau e. V. (offiziell: Allgemeiner Sportverein Dachau e. V.) ist ein Deutscher Sportverein im Bayerischen Dachau. Der 1908 gegründete Verein betätigt sich in 16 verschiedenen Sportarten sowie dem Fitness-, Gesundheits-, Reha- und Kindersport. Auch eine Theaterabteilung, das Theater am Stadtwald, gehört zum ASV. Dem Verein gehören 2025 etwas mehr als 4100 Mitglieder an.
Auf dem Vereinsgelände an der Gröbenrieder Straße 21 beherbergt der ASV zwei Sport- und Veranstaltungshallen, ein Fußball-Stadion mit Leichtathletikbahn, zwei Kunstrasenplätze sowie zwei Rasenspielfelder, eine Outdoor-Tennisanlage mit 13 Freiplätzen und eine Tennishalle mit zwei Spielfeldern, ein Fitnessstudio und eine Beachvolleyballanlage mit sechs Spielfeldern für Beachvolleyball-, Beachsoccer- und Beachhandball.
Zu den bekanntesten Abteilungen zählen die Volleyballer, die als ASV-Volleys in der Volleyball-Bundesliga spielen. Die Taekwondo-Abteilung ist national und international bekannt durch zahlreiche Teilnahmen an deutschen, Europa- und Weltmeisterschaften.

## Vereinsgeschichte
Der Verein wurde am 11. November 1908 als Freie Turnerschaft Dachau in der Schießstätte der alten Weißbierbrauerei Loderer in Dachau gegründet. Gründungsvorsitzender war Michael Moosreiner. Zunächst wird die Schießstätte das erste Heim für Turnabende und Zusammenkünfte. Schon 1912 erhält der Verein eine Fahne und kann im Stadtteil Mitterndorf ein Grundstück pachten und zu einem Sportplatz ausbauen. Damit erfolgte die Gründung einer Fußballabteilung.
Aufgrund des Ersten Weltkriegs wurden viele Mitglieder gezwungen in den Krieg zu ziehen. Durch den Zuwachs an Arbeitersportlern aus einer Munitionsfabrik kann die Turnerschaft den aktiven Sport in Kriegsjahren aufrechterhalten. 1919 findet der Verein am Gemeindewald seine neue Heimat und ein Vereinsheim für über 100 Jahre.
Nach 25 Jahren und rund 200 Mitgliedern wird der Arbeiter-Sportverein durch das NS-Regime als staatsfeindlich erklärt und verboten, nur durch eine Fusion mit dem Dachauer Schwimmverein kann eine völlige Auflösung und Enteignung verhindert werden. Im Frühjahr 1944 muss dann der sportliche Betrieb eingestellt werden und Sportplatz sowie Vereinsheim werden für den Krieg beschlagnahmt. Im September 1945 wird der Verein als Allgemeiner Sportverein Dachau e. V. neu gegründet. In den kommenden Jahren wächst der Verein stetig, dass er zu seinem 50-jährigen Jubiläum mehr als 500 Mitglieder zählt.
Der 17. September 1990 ist ein schwarzer Tag für den Verein. Beide Veranstaltungshallen mit allen Einrichtungen und Inventar fallen einer Brandkatastrophe zu Opfer. Die benachbarte, 1972 errichtete Georg-Scherer-Halle bleibt verschont, doch das Vereinsheim und Wohnungen sind stark betroffen. Der Sachschaden beläuft sich auf 5 Millionen D-Mark. Nur zwei Jahre später wird das neue Sport- und Veranstaltungszentrum festlich eingeweiht. Am 27. November 2017 wird auf der Mitgliederversammlung eine neue Vereinssatzung verabschiedet, der Verein wird nun nicht mehr wie bisher ehrenamtlich, sondern hauptamtlich geführt.

## American Football
Die American-Football-Abteilung wird 2017 gegründet und gibt sich den Namen Dachau Thunder. Zwei Jahre später kommen die Cheerdancer Dachau Lightning hinzu, die mittlerweile auch eine Kindergruppe, die Raindrops haben.
Die Dachau Thunder schicken seit 2019 auch ein Damen- und ein Flag Football Jugendteam ins Rennen. Die Damenmannschaft wird 2023 Vizemeister und schließt ein Jahr später die Aufbauliga als Tabellenzweiter ab und startet darauf im folgenden Jahr in der, „German Football League Women 2“, der zweiten Damenbundesliga. Das Männerteam spielt in der Landesliga.
Die Thunder arbeiten eng mit der bayerischen Krebsgesellschaft zusammen und haben diese mit Benefizspielen und internen Versteigerungen seit 2021 tatkräftig unterstützt. Die Abteilung umfasst fast 150 Mitglieder (Stand 2025).

## Boxen
Die Abteilung gibt es seit 1949 und ist durch mehrere internationale Begegnungen mit Teams aus Europa bekannt. Mit Jo Henning begann 1962 eine neue Ära und man machte Begegnungen mit Vereinen aus ganz Europa. Darunter waren Vereine aus der damaligen Sowjetunion, Frankreich, England, Ungarn, Jugoslawien und anderen Ländern. Dies resultierte neben Zuschauerrekorden auch an Ansehen im In- und Ausland. Durch Kämpfer wie Kurt Hain, Kurt Götter, Hans Rubey, Werner Kunze, Walter Grünberger, Peter Drescher, Michael Betz und Rudi Kaltner konnte man mehrere bayerische Meisterschaften, süddeutsche Meisterschaften und deutsche Meisterschaften gewinnen. Ende der 70er Jahre konnte man anlässlich des Dachauer Volksfestes ein erfolgreiches internationales Gewichtsklassenturnier ins Leben rufen. Neben nationalen- und internationalen Vergleichskämpfen mit namhaften Clubs wie Czarni Slupsk (Polen), Chepton (Wales), Vasas Budapest (Ungarn) einer US-Army-Staffel und vielen mehr konnte dieses Turnier für mehrere Jahre lang ausgetragen werden im Dachauer Festzelt. Erst 2019 wurde der Boxwettkampf erneut im Festzelt ausgetragen werden. 2025 gibt es 78 gemeldete Mitglieder.

## Eishockey
1947 wurde der Eissportclub Dachau gegründet. 1955 folgte der Anschluss als Abteilung an den ASV Dachau. Nach langjähriger Zugehörigkeit zur Landesliga gelang in der Saison 1988/89 der Aufstieg in die Bayernliga. Allerdings folgte der sofortige Wiederabstieg. Nach dem Wiederaufstieg 1993 konnte die Liga zwei Jahre gehalten werden. Mit Einführung der 2. Liga wurde die Bayernliga 1994/95 wieder viertklassig, So kam es, dass der ASV in seinem Abstiegsjahr vierthöchste Liga spielte.
Im Herbst 1995 wurde eine Spielgemeinschaft mit dem ESC München in der Landesliga gegründet, die jedoch nicht lange Bestand hatte. Bis 2015/16 waren die ASV Dachau Woodpeckers Mitglied in der – sechstklassigen – Bezirksliga Bayern.
Ab der Saison 2016/17 haben sich die Mitglieder der Eishockeyabteilung dem neugegründeten ESV Dachau Woodpeckers angeschlossen.

### Erfolge
- Aufstieg in die Bayernliga 1989, 1993[2]
- Meister Landesliga Gruppe II 1988, 1993
- Vizemeister Landesliga Gruppe II 1989
- Aufstieg in die Landesliga 2001

## Fußball
Die Fußballabteilung wurde 1945 gegründet, umfasst 742 Mitglieder (Stand 2025) und nutzt das Josef-Helfer-Stadion als Spielstätte. in der Saison 2024/25 spielt die 1. Mannschaft in der Bezirksliga. Die Fußballer haben 1962 im DFB-Pokal gegen den Lokalrivalen 1860 München gespielt sowie viele Freundschaftsspiele gegen Mannschaften aus der Bundesliga wie dem FC Bayern München vor 3500 Zuschauern, Eintracht Frankfurt, Waldhof Mannheim und dem FC Augsburg. Dazu kommen oberbayerische Pokalendspiele gegen den SV Aubing 1952, Wacker München und der Spielvereinigung Unterhaching.

## Handball
Die Handballer sind seit 1927 beim ASV, die Abteilung hat mehr als 400 Mitglieder (2025). 1947 wurde die Jugend erstmals bayerischer Handballmeister. Dazu konnte man in der Saison 1988/89 in die erste Runde des SHV-Pokals einziehen. 1990 veranstalten die Handballer mit dem TSV-Milbertshofen ein Benefizspiel, um die Gewinne für den Neubau nach der Brandkatastrophe zu spenden. Am 1. Mai 1995 gewinnt die erste Mannschaft der Herren das bayerische Pokalfinale. Die Damen 1 spielten 2003/04 und 2018/19 in der dritten Liga und 2025 spielt die erste Mannschaft der Damen in der Handball-Oberliga Süd.

## Ju-Jutsu
Die Ju-Jutsu-Abteilung tritt 1999 der Judoabteilung (Gründung:1977) bei und wurde fast 20 Jahre lang souverän von Gerald Prigg geführt. Judo wird seit 2023 nicht mehr angeboten, doch Ju-Jutsu blieb eine feste Größe und bietet regelmäßig Selbstverteidigungskurse auch für Nicht-Mitglieder an.

## Karate
Das ASV-Dachau-Karate-Do geht in die Stilrichtungen Koshinkan und Shotokan. Seit ihrer Gründung 2018 konnte die Abteilung schon viele Erfolge feiern wie den Gewinn der bayerischen Meisterschaft 2024, wo man eine Gold-, zwei Silber- und vier Bronzemedaillen gewann. Das berechtigte zwei Teams zur Teilnahme an der deutschen Meisterschaft im Jahr 2024.

## Leichtathletik
Die Leichtathletikabteilung ist eine der ältesten des ASV und seit 1926 dabei. Die Leichtathleten, Peter Bleisteiner, Günter Wagner und Franz Schlittmann, wurden in den 50er-Jahren bayerischer Meister über die 3-mal-1000-Meter-Staffel. Dazu hat Horst Wachter zahlreiche Meistertitel und Vereinsrekorde in den 70er-Jahren aufgestellt. Sportlicher und gesellschaftlicher Höhepunkt waren die Staffelläufe nach Klagenfurt (1988), Prag (1991) und Konstanz (1998). Josef Grünerbl konnte über 800- und 1000 Meter mehrere Meistertitel holen.
Die Abteilung veranstaltet jedes Jahr den Mailauf am ersten Mai und seit 1973 die Volksfestwettkämpfe während des Dachauer Volksfestes an Mariä Himmelfahrt. Seit 2015 betreut die Leichtathletikabteilung auch die vereinseigene Boulderwand in der Georg-Scherer-Halle, die für Mitglieder zugänglich ist.

## Ski- und Bergsport
Die Ski- und Bergsportabteilung gibt es seit 1975 und zählt fast 250 Mitglieder. Neben einem eigenen ASV-Cup konnte die Abteilung 1987 bei einem Wappenrennen in zwölf Wertungsklassen insgesamt sieben Medaillen einfahren. Neben alljährlichen Wanderungen in den Alpen werden auch Skikurse angeboten, die schon seit der Gründung 1975 sehr beliebt sind. Beim Städtevergleich 1994 mit Klagenfurt, einer der Partnerstädte von Dachau, belegen alle Kinder-, Schüler- und Jugendklassen den ersten Platz und gewinnen somit die Gesamtwertung zum zweiten Mal. Seit 2022 gehen die Ski- und Bergsport Abteilung getrennte Wege, bieten aber regulär ihre Kurse und Wanderungen an.

## Taekwondo
Als eine der jüngsten ASV-Abteilungen – 2020 gegründet – hat die Abteilung bereits an bayerischen, deutschen, Europa- und Weltmeisterschaften teilgenommen. Abteilungsleiter Reinhard Langer war als Experte für Taekwondo bei den olympischen Spielen in Tokyo 2021 und Paris 2024 für EuroSport TV im Einsatz. Dazu wurden er und Sandi Bilas 2024 in die globale Taekwondo Hall of Fame für ihr Lebenswerk aufgenommen. Max Spick (Jahrgang 2007), vierfacher deutscher Meister, 9.Platz bei der U18-WM in Südkorea (2024) und Teilnahmen an Europameisterschaften sowie weiteren Medaillengewinnen bei internationalen Turnieren. Dazu erhielt Großmeister Sandi Bilas den 8.Ehren DAN von der deutschen Taekwondo Union im Jahr 2024.

## Tanzen
Tanzen wird seit 2002 beim ASV angeboten, offiziellen Abteilungsstatus haben die Tanzsportgruppen seit 2014. 2025 zählt die Abteilung knapp 200 Mitglieder, verteilt auf 11 Gruppen, die von 23 Trainern betreut werden. Die Abteilung bietet sowohl Freizeit- als auch Leistungssport für jede Altersklasse an. Angela-Jurik-Zeiller, die die Abteilung maßgeblich geprägt und mitgegründet hat, wird 2019 mit der silbernen Bürgermedaille durch Dachaus Oberbürgermeister Florian Hartmann ausgezeichnet. 2022 nimmt die Schülerklasse und Jugendklasse an der deutschen Meisterschaft in Altlußheim teil, dabei holt die Schülerklasse den 3.Platz und die Jugendklasse den 6.Platz. Im Folgejahr wird Angela-Jurik-Zeiller durch den BLSV-Verband mit dem Ehrenamt Preis „engagiert 2023“ ausgezeichnet. Im Jahr 2024 holt die Schülerklasse den 5.Platz bei der deutschen Meisterschaft in Ingolstadt. Ein Jahr später kann sich die Schülerklasse erneut für die deutsche Meisterschaft qualifizieren mit einem 5.Platz.

## Tennis
Im Jahr 1959, das Jahr in dem die Tennisabteilung gegründet wurde, bezahlt der damalige ASV-Vorstand Georg Scherer den Bau von zwei Tennisplätze aus eigener Tasche. Der ASV war seiner damaligen Konkurrenz voraus und war einer der ersten Mehrspartenvereine in Bayern, der neben den Tennisclubs die Sportart anbot.
Aufgrund des starken Zuwachses an Tennisbegeisterten in den 70er-Jahren musste ein neues Clubheim angeschafft werden, ein Posthaus, das zuvor bei den olympischen Spielen 1972 in München genutzt wurde.
Durch eine enge und langjährige Zusammenarbeit mit der Tennisschule von Dr. Heinz Schwarz kann die Tennisabteilung Einzel- und Gruppentrainings für jede Altersklasse und Niveau anbieten. So konnte man ein breites Angebot im Kinder- und Jugendbereich etablieren mit der Hilfe von Nachwuchstrainern.
Dr. Werner Marx (Jahrgang:1934) vertritt die ASV-Tennisabteilung international: Er wird 2022 Seniorenweltmeister in Budapest, zum sechsten Mal zu dem Zeitpunkt.
Dank des Engagements der gesamten Tennisabteilung kann man auf den eigenen Feldern den jährlichen VR Bank Cup ausrichten. Den VR-Cup, den man in Zusammenarbeit mit der VR Bank Dachau nun seit mehreren Jahren schon ausrichtet, ist eins der größten Turniere in ganz Bayern und lockt jährlich mehr als 150 Teilnehmer an. Dazu veranstaltet die Abteilung, seit 2024 ein neues DTB-Ranglistenturnier.

## Theater
Das Laienspiel am ASV gibt es seit 1953, es ist durch seine traditionellen Aufführungen eine feste Größe in Dachaus Kulturleben. Ein großer Erfolg des Theaters am Stadtwald war der Gewinn eines Hauptpreises 1969 im Wettbewerb „Laien spielen um die Wette“, der landesweit ausgetragen wurde. Durch die Partnerschaft mit anderen Bühnen, wie der Bürgerressource Bayreuth und dem Tour-Theater Baden–Baden wird das Theater am Stadtwald in ganz Süddeutschland bekannt.
Durch die Brandkatastrophe 1990 verlor das Theater ihr komplettes Inventar, was nur durch harte und ehrenamtliche Arbeit drei Jahre später wiederbelebt werden konnte. 2007 wird das Theater mit dem Kron-Maus-Kulturpreis ausgezeichnet. 2018 spielt die Theaterjugend, „Anne“, eine eigene Interpretation des „Tagebuchs der Anne Frank“ und wird dafür mit dem Bayerischen Amateurtheaterpreis Larifari ausgezeichnet. Im Jahr 2022 erhält die Theaterjugend 15 Jahre nach den Erwachsenen ebenfalls den Kron-Maus-Kulturpreis. Im Jahr 2023 feiert das Theater sein 70-jähriges Jubiläum mit der Aufführung „Der Tyrann von Schnatterbeck“.

## Volleyball
Die ASV-Volleys haben eine lange und erfolgreiche Geschichte hinter sich. Gegründet 1973, weil sich die Tennisdamen im Winter anderweitig sportlich betätigen wollten und Volleyball durch Olympia ‘72 in München einen enormen Bekanntheitsschub erhalten hatte.
Nur sechs Jahre nach Gründung der Abteilung, wurde im April 1979 das erste Länderspiel vor fast 1000 Zuschauern ausgetragen. Nur neun Jahre dauerte es, bevor die Volleyballer den Aufstieg ins Oberhaus schaffen. In der darauffolgenden Saison wird der ASV-Vizepokalsieger und die erste Mannschaft der Damen Vizemeister in der Bayernliga.
Die 90er-Jahre sind die erfolgreichsten Jahre der Abteilung und die Volleyballer vom ASV gehören zu den besten Teams in Deutschland, in der Saison 1994/95 wird man das erste Mal deutscher Meister und wiederholt diese Leistung auch in der folgenden Saison mit einem weiteren Meistertitel und das Erreichen des Champions-League-Finale, wo man gegen Treviso unterliegt. Die Saison 1996/97 wird mit dem Gewinn des deutschen Pokals gekrönt.
Seit der Saison 2023/24 spielen die ASV-Volleys wieder in der ersten deutschen Bundesliga und konnten vor heimischer Kulisse den deutschen Rekordmeister Berlin Recycling Volleys schlagen. Auch der Jugendbereich ist sehr erfolgreich mit dem Gewinn von bayerischen und deutschen Meisterschaften in mehreren Jahrgängen.
Seit Juli 2001 verfügt der ASV Dachau eine eigene Beachvolleyball-Anlage mit sechs Beachvolleyballfeldern, die auch für Beachsoccer und Beachhandball ausgelegt ist. Seither hat die Abteilung sowohl bayerische als auch deutsche Meisterschaften ausgetragen und auch gewonnen.

### Erfolge
- Deutscher Pokalsieger 1997
- Deutsche Meisterschaft 1995, 1996
- Erreichen des Finales der Champions League 1996
- Deutscher Zweitligameister 1985, 1989, 1991, 1999, 2004
- Aufstieg in die Volleyball-Bundesliga 1985, 1989, 1991, 1999, 2004, 2023

### Persönlichkeiten
| Spieler - Lukas Pfretzschner - Armin Dollinger - Klaus Dammann - Andreas Boettcher - Frank Reimann - Leonard Graven - Jonathan Schönhagen - Benedikt Sagstetter - Sándor Kántor - Leif Andersson | Spieler - Patrick Schwaack - Thomas Ranner - Jaroslav Škach - Dirk Oldenburg - Simon Gallas - Iven Ferch - Jörg Bertholdt - Mihai Paduretu - Michaela Eckl - Oliver Oetke | Spieler - Marvin Polte - Wolfgang Besenböck - Sebastian Prüsener - Markus Scharhag - Matthias Häberlein - Christoph Schieder - Simon Pfretzschner - Markus Pielmeier - Florian Malescha | Trainer - Stelian Moculescu - Markus Pielmeier - Udo Jeschke - Patrick Steuerwald |

### Bundesliga-Team
Der Kader für die Saison 2025/26 besteht aus folgenden Spielern:
| Name                   | Nr. | Nation      | Größe  | Geburtsdatum  | Position | im Verein seit | Vertrag bis |
| ---------------------- | --- | ----------- | ------ | ------------- | -------- | -------------- | ----------- |
| Tobias Besenböck       | 12  | Deutschland | 1,90 m | 2. Apr. 2002  | D        |                | 2026        |
| Severin Brandt         |     | Deutschland | 1,87 m | 6. Feb. 2004  | Z        | 2025           | 2026        |
| Marius Büchi           |     | Deutschland | 2,01 m | 14. Juni 2000 | D        | 2025           | 2026        |
| Carlos Jiménez Gallego |     | Spanien     |        | 12. Aug. 1995 | AA       | 2025           | 2026        |
| Yannick Quedzuweit     |     | Deutschland | 2,06 m | 10. Aug. 2007 | MB       | 2024           | 2026        |
| Luca Russelmann        | 10  | Deutschland | 1,83 m | 11. März 2000 | Z        |                | 2026        |
| Luca Schwarz           |     | Deutschland |        |               | U        | 2018           | 2026        |
| Fabian Suck            | 15  | Deutschland | 2,07 m | 11. März 2002 | MB       |                | 2026        |
| Mika Takano            | 2   | Deutschland | 1,80 m | 3. Mai 2008   | L        | 2024           | 2026        |

Positionen: AA = Annahme/Außen, D = Diagonal, L = Libero, MB = Mittelblock, Z = Zuspiel, U = Universal
| Neuzugänge 2025        | Neuzugänge 2025        | Abgänge 2025      | Abgänge 2025           |
| Spieler                | bisheriger Verein      | Spieler           | neuer Verein           |
| ---------------------- | ---------------------- | ----------------- | ---------------------- |
| Severin Brandt         | WWK Volleys Herrsching | Fabian Bergmoser  | Karriereende           |
| Marius Büchi           | TuS Kriftel            | Iven Ferch        | TSV Haching München    |
| Carlos Jiménez Gallego | Unicaja Almería        | Agustín Gallardo  | Defensores de Banfield |
| Luca Schwarz           | zweite Mannschaft      | Simon Gallas      | WWK Volleys Herrsching |
|                        |                        | Moritz Gärtner    | WWK Volleys Herrsching |
|                        |                        | Marvin Primus     | Pause                  |
|                        |                        | Patrick Rupprecht | unbekannt              |
|                        |                        | Matthew Slivinski | unbekannt              |
|                        |                        | Niklas Uhl        | WWK Volleys Herrsching |

## Fachbereich Kindersport
Eigentlich gibt es den Kindersport schon seit der Gründung des ASV Dachau im Jahre 1908, er ist somit auch eines der ältesten Angebote beim ASV. Das Kinder- und Jugendprogramm des ASV Dachau wurde ursprünglich von der Ballschule Heidelberg und der Kindersportschule inspiriert. Auf deren Basis hat der ASV den Fokus auf ein vielseitigeres und altersgerechtes Konzept gelegt.
Der ASV bietet Sport für Kinder ab 6 Monaten an, anfangs startet man mit Babyturnen, Bewegungsspielen und Eltern-Kind-Gruppen. Darauf folgen dann die Sportstunden für Kindergartenkinder und Grundschulkinder.
Das Angebot des Kikis Club gibt es seit 2020, es richtet sich an Kinder von zwei bis 14 Jahren und hat sich auf motorische- und soziale Kompetenzen sowie die persönliche Entwicklung der Kinder fokussiert. Durch qualifizierte Übungsleiter wird das Konzept regelmäßig erweitert und ausgebessert.
Ein weiteres Angebot für Grundschüler ist die flexible Mittagsbetreuung, die abwechslungsreiche Freizeitmöglichkeiten, Hausaufgabenbegleitung und warmes Mittagessen anbietet.
Für Viertklässler gibt es das Grundschul-Juniorteam, welches auf die besonderen Bedürfnisse eingeht und die längeren Schulzeiten berücksichtigt und ihnen mehr Freiheit gewährt, um ihren restlichen Tag gut zu nutzen.
Die Feriencamps des ASV Dachau bieten den Kindern eine spannende und abwechslungsreiche Möglichkeit, ihre Ferien aktiv und mit Freude an der frischen Luft zu verbringen. Mit bis zu neun Wochen Feriencamp pro Jahr werden nahezu alle Ferienzeiten abgedeckt. Die Camps bieten vielfältige Programme mit Sport, Spiel und kreativen Aktivitäten sowie erlebnispädagogische und kreative Elemente an. Zukünftig ist die Erweiterung der Angebote, um eine noch flexiblere und hochwertigere Ferienbetreuung anzubieten, geplant. Die Feriencamps stehen Mitgliedern als auch Nicht-Mitgliedern offen und sind eine ideale Gelegenheit, um sportliche Erfahrungen zu sammeln.
Das Ziel des Zwergerlgartens ist die Unterstützung der kindlichen Entwicklung und um motorische Grundlagen-, sprachliche- und musikalische Grundlagen sowie die kognitive Entwicklung zu fördern. Dazu gehören auch die Stadtwaldzwerge, die dasselbe Konzept verfolgen und das die Kinder ihre Energie Outdoor auslassen können.